# Parthenicus taxodii
Parthenicus taxodii är en insektsart som beskrevs av Knight 1941. Parthenicus taxodii ingår i släktet Parthenicus och familjen ängsskinnbaggar. Inga underarter finns listade i Catalogue of Life.